# Kinect Party
Kinect Party es la secuela de Double Fine Happy Action Theater, el juego casual de Double Fine con sensor de movimiento para la Xbox 360. Fue distribuido por Microsoft en 2012. Su título tentativo fue Double Fine Happy Action TV, antes de que el nombre final del juego fuese anunciado en PAX Prime 2012. El juego fue lanzado el 18 de diciembre de 2012. Fue atrasado en Australia y Nueva Zelanda. Fue añadido a la tienda de Xbox el 29 de marzo de 2013.

## Jugabilidad
Al igual que su predecesor Happy Action Theater, Kinect Party es un juego abierto, proporcionando treinta y seis modos diferentes que incorporan características del sistema de detección de movimiento y cámara del Kinect. Los jugadores pueden seleccionar cualquiera de los modos u optar por que el juego los elija al azar y rote entre ellos cada tantos minutos. Estos modos de juego a menudo resultarían injugables, ya que el Kinect tendría muchos problemas intentando capturar al jugador. El juego puede admitir la captura de hasta 6 jugadores. También permitirá jugar los dieciocho juegos originales de Double Happy Action Theater, junto con dieciocho minijuegos más, en caso de que el jugador también posea el juego anterior.
La mayoría de los modos no cuenta con ningún objetivo, además de realizar ciertas acciones para el Kinect para obtener resultados humorísticos en forma de realidad aumentada en la pantalla. El juego incluye nuevos modos, como uno donde los jugadores pueden vestir trajes virtuales (incluyendo algunos basados en Minecraft), crear y destruir castillos, y bailar como si estuvieran en un video de dubstep. La secuela también introduce la capacidad de tomar y compartir fotos de varios modos de juego.

## Desarrollo
Kinect Party fue revelado como un título en desarrollo el 23 de mayo de 2012 en una entrevista con el director de Double Fine Happy Action Theater, Tim Schafer, conducida por SF Weekly. Las primeras imágenes de la jugabilidad fueron mostradas por Double Fine durante una «vista rápida» con miembros del sitio web Giant Bomb.

## Contenido
Existen varias opciones de contenido de juego. Se requiere el «juego base». Es proporcionado sin cargo en la tienda de Xbox. Luego se podrá comprar contenido dentro del juego. Existe un «desbloqueo completo» a $10, que incluye todos los canales del juego anterior, Double Fine Happy Action Theater, al igual que nuevos canales de Kinect Party. También existe el «desbloqueo completo para propietarios de DFHAT» a $5, que proporciona únicamente los canales nuevos de Kinect Party. Se podrán comprar los canales individuales a $1 cada uno. Todos estos canales están incluidos en el «desbloqueo final».

## Recepción
El juego fue bien recibido por los críticos, con un puntaje de 81/100 según el sitio web agregador de reseñas Metacritic. Casey Lynch de IGN, que le otorgó un puntaje de 8.5/10, declaró: «Kinect Party hace que el Kinect se sienta necesario. Salvo que estés completamente en contra de la diversión, es casi seguro que la pasarás muy bien».